# Марочник, Леонид Самойлович
Леонид Самойлович Марочник (англ. Leonid Marochnik; 12 марта 1934, Одесса — 29 октября 2024, Фэрфакс, Виргиния) — астрофизик, основатель кафедры физики космоса ЮФУ.

## Научная деятельность
Внук видного педагога-методиста Ильи Моисеевича Гринцера. Окончил физико-математический факультет Ростовского государственного университета (1957). В 1962 году защитил кандидатскую диссертацию «Взаимодействие солнечных корпускулярных потоков с атмосферами комет».
В 1965 году создал и возглавил сектор теоретической астрофизики Института астрофизики АН Таджикской ССР.
В 1969 году защитил докторскую диссертацию «Нестационарные процессы в звездных системах» и принял предложение Ю. А. Жданова создать в РГУ кафедру астрофизики. В 1980 году перешёл в Институт космических исследований РАН, где в 1986 году присоединился к группе исследователей предстоящей встречи с кометой Галлея. Возглавил лабораторию № 39 ИКИ.
В 1992 году эмигрировал в США. Работал в Computer Science Corporation, в Научном институте космического телескопа и в Мэрилендском университете.
Написал несколько монографий, является создателем динамической теории кометных хвостов, одним из авторов теории спиральной структуры галактик, совместно с Л. М. Мухиным является создателем концепции «Галактического пояса жизни» (1983).
Был наставником для таких учёных, как Владимир Корчагин, Юрий Гришкан, Юрий Щекинов.

## Семья
Троюродный брат — индолог П. А. Гринцер.

## Книги
- Марочник Л. С. Физика комет. — М.: Знание, 1962. — 40 с.
- Марочник Л. С., Насельский П. Д. Вселенная: вчера, сегодня, завтра. — М.: Знание, 1983. — 64 с.
- Марочник Л. С., Сучков А. А. Галактика. — М.: Наука, 1984. — 392 с. — 3300 экз.
- Марочник Л. С. Свидание с кометой. — М.: Наука, 1985. — 208 с. — 130 000 экз.
- Марочник Л. С. Свидание с кометой. — М.: Терра — Книжный клуб, 2008. — 320 с. — ISBN 978-5-275-01836-3.